# Dornreichenbacher Berg
Koordinaten: 51° 21′ 30″ N, 12° 51′ 58″ O

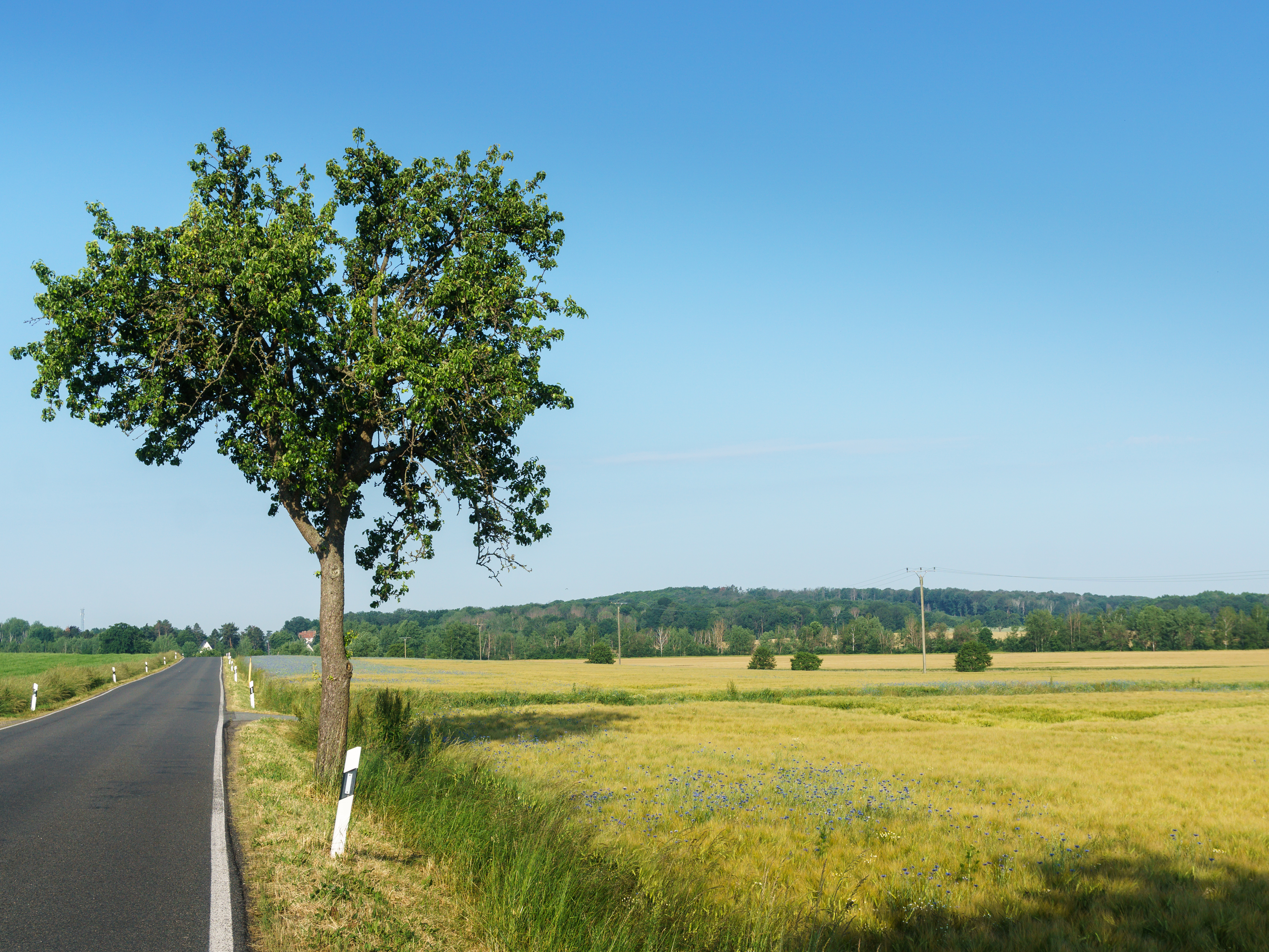
Naturschutzgebiet Dornreichenbacher Berg (Juni 2021)

Das Naturschutzgebiet Dornreichenbacher Berg liegt im Landkreis Leipzig in Sachsen. Es erstreckt sich südlich von Dornreichenbach, einem Ortsteil der Gemeinde Lossatal. Östlich des Gebietes verläuft die Kreisstraße K 8316 und südlich die K 8317. Im Gebiet erhebt sich der 206 Meter hohe Reichenbacher Berg.

## Bedeutung
Das rund 39,0 ha große Gebiet mit der NSG-Nr. L 13 wurde im Jahr 1984 unter Naturschutz gestellt.